# Patricia Cabrera
Patricia Cabrera Arguello (Las Palmas de Gran Canaria, 15 de mayo de 1991) es una entrenadora y exjugadora de baloncesto española, que jugó en Liga Femenina en el club Universitario de Ferrol de la Liga Femenina española. Retirada al final de la temporada 2021-22, se integró en el equipo técnico del club. El día 4 de marzo del 2023, tras el encuentro con el Melilla La Salle, el Club Universitario-BAXI Ferrol retiró el dorsal 8 que llevó Cabrera en sus siete temporadas, siendo la jugadora que más partidos disputó con el Club Universitario.

## Biografía
Patricia Cabrera Arguello nació en 1991 en Las Palmas de Gran Canaria. Tiene el Ciclo de Grado Superior de Animación en Actividades Físicas y Deportivas.

## Trayectoria
En 2001 entró a formar parte del CB Islas Canarias con quien fue campeona de España en categorías cadete y júnior con el conjunto isleño. Posteriormente, fichó por el C.B. Ciudad de Burgos, con el que logró el ascenso a la máxima categoría en la temporada 2010/11. En la temporada 2011/12 ascendió a la Liga Femenina con el C.B. Conquero con quien jugó también la temporada 2012/13. Inició la temporada 2013/2014 en las filas del CADÍ La Seu d’Urgell para continuar en el CB Islas Canarias, logrando pase a la Copa de la Reina y un playoff. Desde 2015, ha jugado 7 temporadas en el Universitario de Ferrol.
Fue bautizada con el apodo de "Patriple" en la selección U18F. Es especialista en el lanzamiento de tres puntos, teniendo el récord de triples en la Liga Femenina desde el 29 de marzo de 2015, anotando 10 triples para el Universitario de Ferrol ante el CD Zamarat. Y en el concurso de triples de la ACB de 2017 se convirtió en la segunda jugadora en pasar a semifinales después de que Rosi Sánchez lo hiciera en 2003.
La respuesta de Cabrera a un comentario machista del jugador Nikola Loncar, considerando que el jugador Tariq Kirksay "tiraba como una chica", criticado en las redes sociales, fue un vídeo en el que en una serie de 32 triples encestó 30, demostrando cómo tiran las chicas.

## Clubes
- 2001-2009 Club Baloncesto Islas Canarias en categorías cadete y júnior.
- 2009-2010 Club Baloncesto Ciudad de Burgos en Liga Femenina 2.
- 2010-2011 Club Baloncesto Ciudad de Burgos en Liga Femenina 2.
- 2011-2012 CB. Conquero en Liga Femenina 2.
- 2012-2013 CB. Conquero en Liga Femenina.
- 2013-2014 CADÍ La Seu d’Urgell en Liga Femenina.
- 2013-2014 Club Baloncesto Islas Canarias en Liga Femenina.
- 2015-2016 Universitario de Ferrol en Liga Femenina.
- 2016-2017 Universitario de Ferrol en Liga Femenina.
- 2017-2022Universitario de Ferrol en Liga Femenina.

## Selección nacional
- Jugadora en la selección española U16F y U18F.[2]

## Palmarés

### Campeonatos nacionales
| Título                      | Club                             | País   | Año  |
| --------------------------- | -------------------------------- | ------ | ---- |
| Campeonato de España Junior | Club Baloncesto Islas Canarias   | España | 2009 |
| Ascenso a Liga Femenina     | Club Baloncesto Ciudad de Burgos | España | 2011 |
| Ascenso a Liga Femenina     | CB. Conquero                     | España | 2012 |

### Campeonatos internacionales
| Título                        | Equipo                                     | País   | Año  |
| ----------------------------- | ------------------------------------------ | ------ | ---- |
| Oro Campeonato Europeo Junior | Selección femenina de baloncesto de España | Suecia | 2009 |

### Individuales
- Récord de triples en la Liga Femenina desde el 29 de marzo de 2015.[13]
- Segunda jugadora en pasar a semifinales de un concurso de triples ACB.[9]